# Carlos Osoro
Carlos Osoro Sierra (ur. 16 maja 1945 w Castañeda), hiszpański duchowny katolicki, arcybiskup Madrytu w latach 2014–2023, kardynał.

## Życiorys
Po studiach teologicznych w Salamance przyjął święcenia kapłańskie dla diecezji Santander 29 lipca 1973 z rąk biskupa Juana Antonio del Val Gallo. Po kilku latach pracy w Torrelavega został pracownikiem diecezjalnej kurii, pełniąc funkcje sekretarza biskupiego ds. duszpasterskich oraz delegata ds. powołań, seminarzystów oraz apostolstwa świeckich. W 1976 został wikariuszem generalnym diecezji, zaś rok później także rektorem seminarium w Monte Corbán. W latach 1994–1996 był przewodniczącym kapituły katedralnej.

### Episkopat
27 grudnia 1996 został mianowany biskupem diecezji Ourense. Sakry biskupiej udzielił mu 22 lutego 1997 nuncjusz apostolski w Hiszpanii - arcybiskup Lajos Kada.
7 stycznia 2002 mianowany arcybiskupem metropolitą Oviedo.
8 stycznia 2009 Benedykt XVI mianował go arcybiskupem metropolitą Walencji. Zastąpił na tym stanowisku kard. Agustína García-Gasco Vicente. W latach 2014–2017 był wiceprzewodniczącym Konferencji Episkopatu Hiszpanii.
28 sierpnia 2014 papież Franciszek mianował go arcybiskupem metropolitą Madrytu w miejsce przechodzącego na emeryturę kardynała Antonio Rouco Vareli, zaś 9 czerwca 2016 ustanowił go także ordynariuszem dla hiszpańskich wiernych obrządku wschodniego. 9 października 2016 ogłoszono jego nominację kardynalską. Kreowany kardynałem prezbiterem Santa Maria in Trastevere 19 listopada 2016. W latach 2020–2024 ponownie był wiceprzewodniczącym Konferencji Episkopatu Hiszpanii.
12 czerwca 2023 papież Franciszek przyjął jego rezygnację z pełnionego urzędu złożoną ze względu na wiek. 1 marca 2024 zrezygnował z urzędu ordynariusza dla hiszpańskich wiernych obrządku wschodniego. Brał udział w konklawe, które wybrało papieża Leona XIV. 16 maja 2025, w związku z ukończeniem 80 lat utracił prawo do udziału w konklawe.